# Boophis popi
Boophis popi es una especie de anfibio anuro de la familia Mantellidae.

## Distribución geográfica
Esta especie es endémica de Madagascar. Habita entre los 1000 y 1500 m de altitud en las montañas centrales de Tsinjoarivo, Antoetra, Ranomafana y Andringitra.

## Descripción
El holotipo masculino mide 35.0 mm de longitud total. Las 13 muestras observadas en la descripción original miden entre 28.4 mm y 47.2 mm de longitud total.

## Etimología
Esta especie lleva su nombre en honor a la empresa pop-interactive GmbH, en reconocimiento a su participación en la investigación y protección de la biodiversidad a través de la iniciativa BIOPAT.

## Publicación original
- Köhler, Glaw, Rosa, Gehring, Pabijan, Andreone & Vences, 2011 : Two new bright-eyed treefrogs of the genus Boophis from Madagascar. Salamandra, vol. 47, p. 207-221[4]